# 張清平宅
張清平宅位於四川省成都市青羊區陕西街54号。建于1930年代，中华人民共和国成立后收归成都市人民政府，后由成都市锅炉检验研究所使用，2008年11月起由四川省劳动和社会保障厅管理使用。2007年6月1日公佈為四川省第七批文物保護單位。
张清平宅坐东朝西，两层，占地面积约462平方米，是砖木结构西式风格建筑。